# Morti Vizki
Morten Boeslund Poulsen, känd under pseudonymen Morti Vizki, född 18 januari 1963 i Frederiksværk, död 27 september 2004 i Köpenhamn, var en dansk dramatiker, poet och romanförfattare.

## Biografi
Morti Vizki debuterade som poet 1984 med Digtsamling. 1987 kom debutromanen Peters revolution. Hans debut som dramatiker med radiopjäsen Charlotte eller omgivelserne (Charlotte eller omgivningen) 1989 tilldelades Nordiska radioteaterpriset 1991. Hans första scenpjäs Gylden storm uppfördes av den fria teatergruppen Holland House i Köpenhamn 1992. 1998 skrev han Fyrtårnet för Det Kongelige Teater. Bland övriga priser han tilldelats kan nämnas teaterpriset Kjeld Abell-prisen 1998.
Hans "oroväckande dramatik vänder upp och ner på invanda begrepp och låter replikerna leka retsamt medan rollfigurernas identiteter fladdrar. Genom handlingen löper underströmmar av våld." ("Vs foruroligende dramatik, der vender op og ned på vedtagne begreber, lader replikkerne lege drilagtigt retsamt med udsagnene og personernes identitet blafre fladdrar og har en understrøm af vold løbende gennem handlingen." - Bjørn Lense-Møller, Gyldendals Teaterleksikon)
1993 spelade Radioteatern Charlotte eller omgivningen i översättning av Kjerstin Norén och regi av Stina Ancker med bland andra Peter Andersson.